# Miloš Noll
Miloš Noll (11. srpna 1926, Praha – 24. července 1998, Praha) byl český malíř, grafik, ilustrátor, scénograf a filmový scenárista.

## Studium
Miloš Noll studoval na Státní grafické škole v Praze, později v Baťově škole umění ve Zlíně a v letech 1945–1950 na UMPRUM v Praze (ateliér prof. Josefa Kaplického). Už na zlínské škole se dostal do kontaktu se surrealismem, později v Praze se připojil ke spořilovské surrealistické skupině (Zbyněk Havlíček, Libor Fára, Zbyněk Sekal a další) a hlásil se k tomuto odkazu trvale ve své volné tvorbě.

## Tvorba

### Všestrannost
Po studiu se začal uplatňovat v různých oborech užitého umění: novinová kresba, karikatura, kreslený humor, scénografie, typografie, plakáty a ilustrace. Byl výtvarným redaktorem World Student News (vydavatelem byl Mezinárodní svaz studentstva), přispíval do Literárních novin (do r. 1968), začal soustavně pracovat jako výtvarník, scénograf, později i scenárista pro Čs. televizi.

### Film
Setkání a přátelství s režisérem Evaldem Schormem zahájilo jeho trvalejší spolupráci s filmem. Po několika krátkých televizních filmech natočili v roce 1966 podle společného scénáře v režii Evalda Schorma film Gramo Von balet, kombinující baletní projev s výtvarnou animací (Hlavní cena Arsfilmu v Kroměříži, Velká cena MIFED Milano a další mezinárodní uznání).
Z podobné spolupráce s režisérem Ladislavem Rychmanem vznikl pro Laternu magiku filmově-scénický balet Rondo (pro československou expozici na Světové výstavě 1967 v Montrealu).
Řada scénářů k animovaným i hraným filmům pro Čs. televizi, Laternu magiku a Krátký film byla výsledkem blízké spolupráce s režisérem Pavlem Hoblem. V tehdejší době se podařilo realizovat jen některé scénáře: kupříkladu 26 dílů animovaného filmu Jedna plus jedna (pro německou televizi Westdeutscher Rundfunk, Kolín nad Rýnem) a celovečerní film Třicet panen a Pythagoras (obojí režie Pavel Hobl).
Jako scenárista a výtvarník připravil animovaný seriál Jak se chytají rusalky (režisér Václav Bedřich, koprodukce Telexportu a německé televize Westdeutscher Rundfunk). Z jeho posledních prací pro animovaný film lze uvést O vodníkovi Čepečkovi (scénář Václav Čtvrtek, režie Stanislav Látal) a třicetidílný seriál Počítání s Matějem (režie Rudolf Krejčík)[zdroj?].

### Ilustrace
Pro domácí nakladatelství – především Státní nakladatelství dětské knihy (později Albatros), Mladou frontu, Československý spisovatel, Státní pedagogické nakladatelství – a některé zahraniční editory ilustroval přes 80 knih. Mnohé domácí tituly vyšly později i za hranicemi. Kromě toho je zastoupen v řadě antologií. Cyklus pěti knih Evy Vančurové o Filipovi (Bystrozraký Filip -- Filip rozum bere -- Filip jí vtipnou kaši -- Rozumbrada Filip -- Filip ví, jak na to) pro děti předškolního věku dosáhl v letech 1971–1981 nákladu více než milionu výtisků. Největší díl jeho časopiseckých prací byl určen dětem (Sluníčko, Mateřídouška).

### Volná tvorba
Tematicky i stylově odlišnou od ilustrací se stala volná tvorba, integrální součást jeho výtvarné práce. Od konce šedesátých let byla výrazně soukromou záležitostí, zveřejněnou až posledními výstavami. V jeho odkazu najdeme obrazy vznikající ve větších časových odstupech, malbu pak počtem převyšují akvarely, kresby, frotáže a koláže. Ke konci 80. a začátkem 90. let vytvořil kolekci dřevěných asambláží většinou inspirovaných barokní hudbou, kterou použil ve svém jediném autorském animovaném filmu G. Ph. Telemann: Předehra C dur (scénář a režie Miloš Noll, Krátký film Praha 1993).
Miloš Noll je zastoupen také v grafické sbírce Národní galerie v Praze a ve sbírce české animované tvorby na zámku Kratochvíle.

## Výstavy

### Samostatné výstavy
- 1958 Beze slov (spolu s Janem Brychtou) / Výstavní síň Fronta / Praha
- 1966 Galerie Československý spisovatel / Praha (volná i užitá tvorba)
- 1981 Galerie Jonas / Cortaillod, Švýcarsko (kresby, koláže, akvarely)
- 1982 Miloš Noll dětem / Galerie Albatros / Praha /
- 1984 Komorní rekonstrukce / Malá galerie Československý spisovatel / Praha / (výběr z volné tvorby)
- 1986 Galerie Soleil Noir / Montpelliér / Toulouse / Avignon (kresby, koláže, akvarely)
- 1988 Miloš Noll dětem / Okresní muzeum / Pelhřimov
- 1991 Oblastní galerie / Liberec (ilustrace, film a televize)
- 1995 Nostalgie / Středoevropská galerie a Centrum české grafiky / Praha (výběr z volné tvorby)
- 2000 Ikaros galerie Antik / Slaný (výběr z volné tvorby)
- 2006 Galerie Vltavín / Praha / výstava k nedožitým 80. narozeninám (výběr z volné tvorby)
- 2012 Galerie Emila Juliše / Černčice (výběr z volné tvorby: obrazy, kresby, koláže, frotáže, asambláže)[1]
- 2016 Galerie Emila Juliše / Černčice (výběr z volné tvorby II. – výstava k nedožitým 90. narozeninám)[2]

### Účast na kolektivních výstavách a výtvarných přehlídkách (výběr)
- 1968 Generace / Špálova galerie / Praha
- 1969 Pražští výtvarníci / Museo Cilio / Bologna
- 1974 Humor v ilustraci dětské knihy / Galerie Albatros / Praha
- 1977 Česká dětská ilustrace / Vídeň
- 1978 Současná užitá grafika / Mánes / Praha
- 1983 Výstava profesorů a žáků Školy umění ve Zlíně
- 1985 Celostátní přehlídka výtvarníků / Mánes / Praha
- 1988 Současný český animovaný film / Macerata / Itálie
- 1989 Malíři dětem / Národní galerie / Anežský klášter / Praha
- 1993 Umění papírové koláže / Středoevropská galerie / Praha
- 1994 Umění české koláže / Naarden / Berlín / Varšava / Washington / Los Angeles
- 1995 Umění frotáže / Galerie výtvarného umění / Litoměřice
- 1999 Česká koláž / Londýn / Stockholm
- 2005 Parafráze / Galerie výtvarného umění / Litoměřice

## Dílo

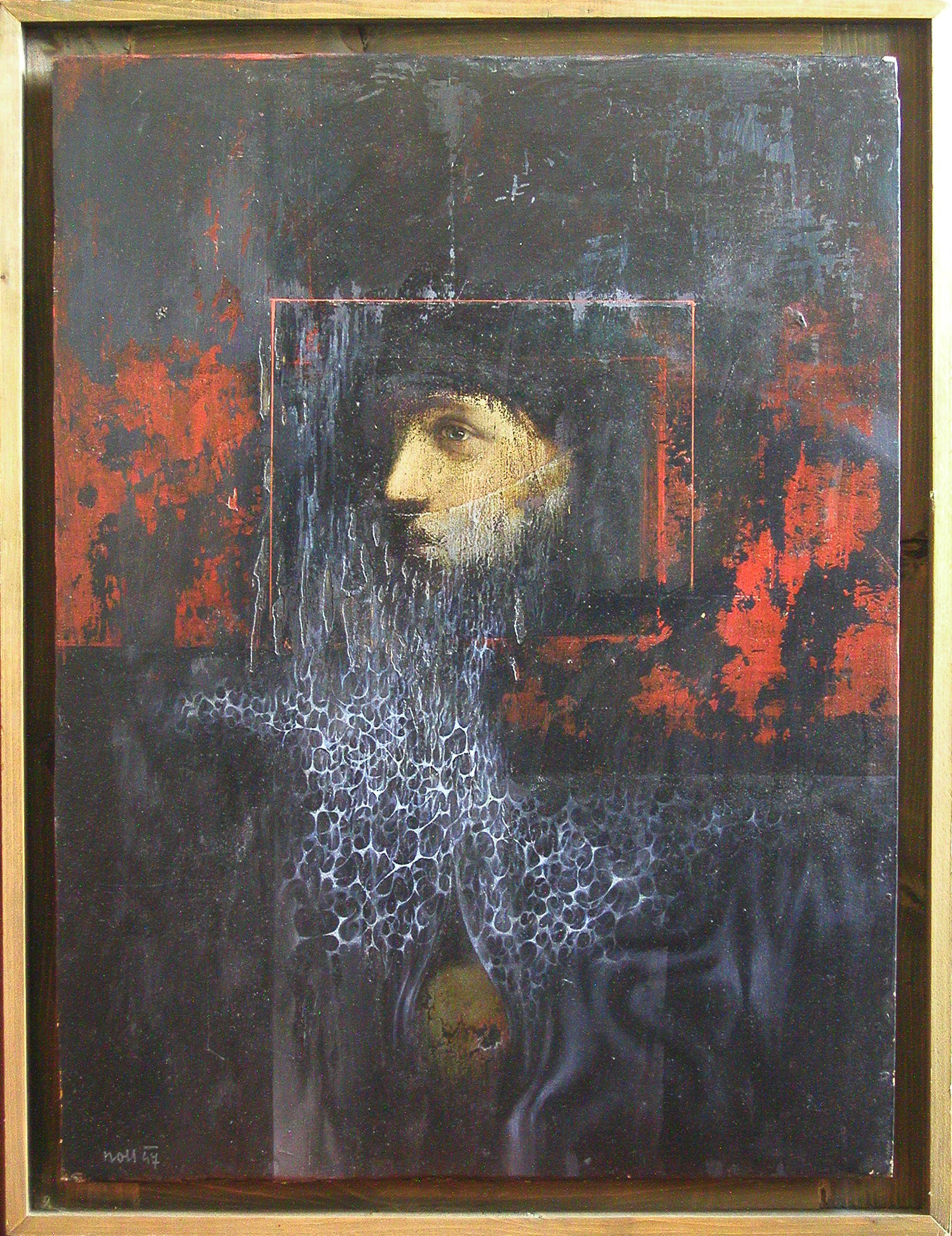
Justina (olej)
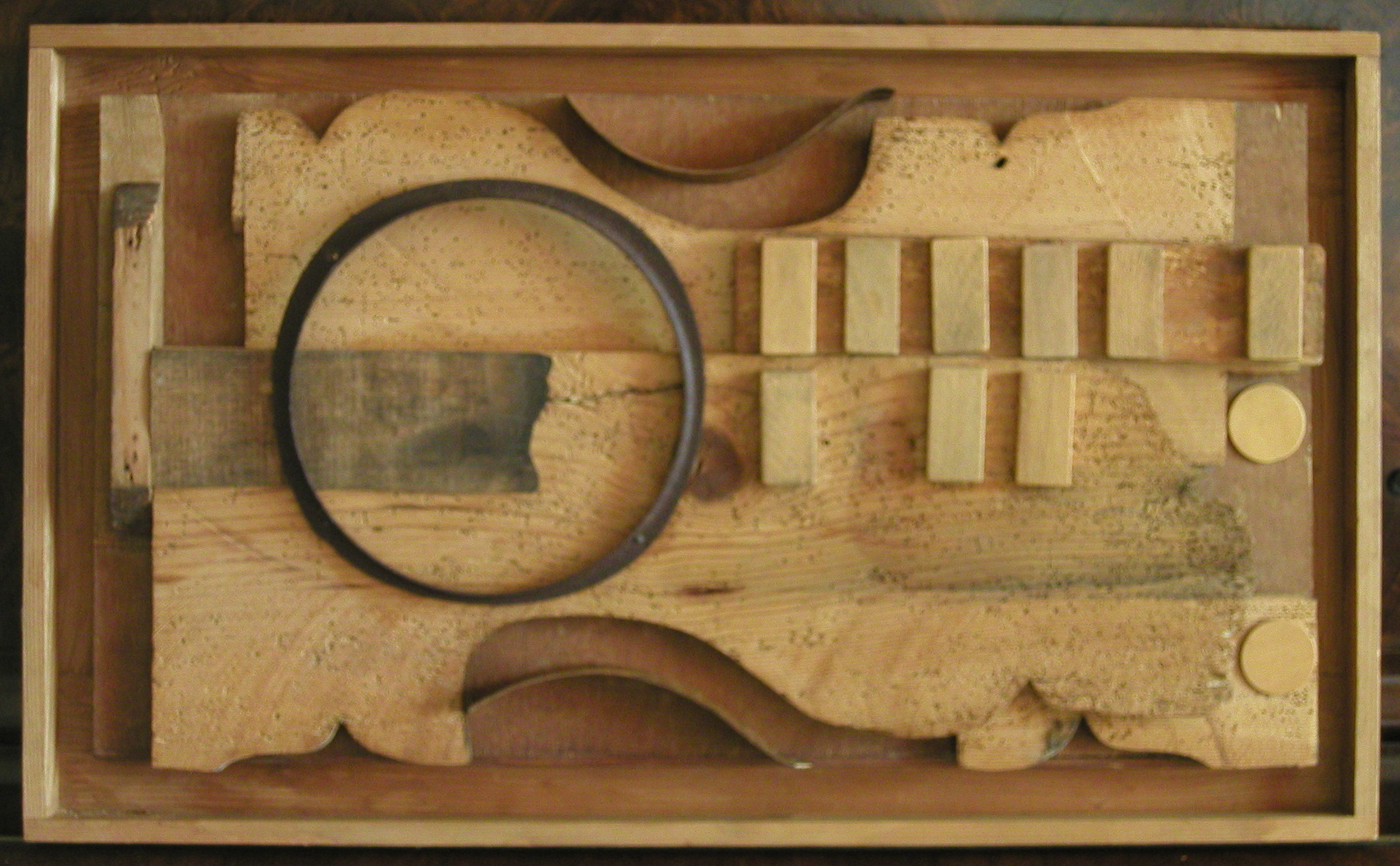
Hudba (asambláž)
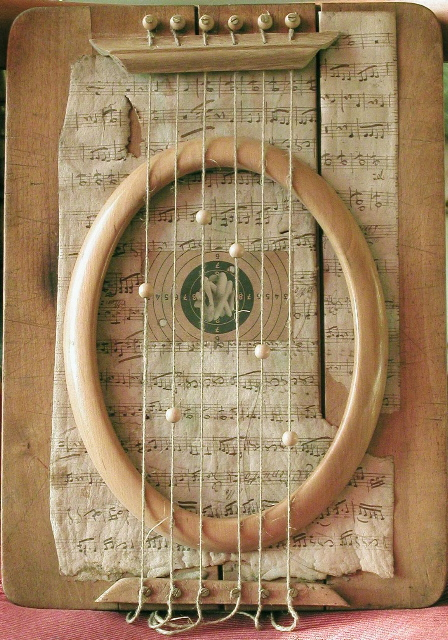
Partitura (asambláž)
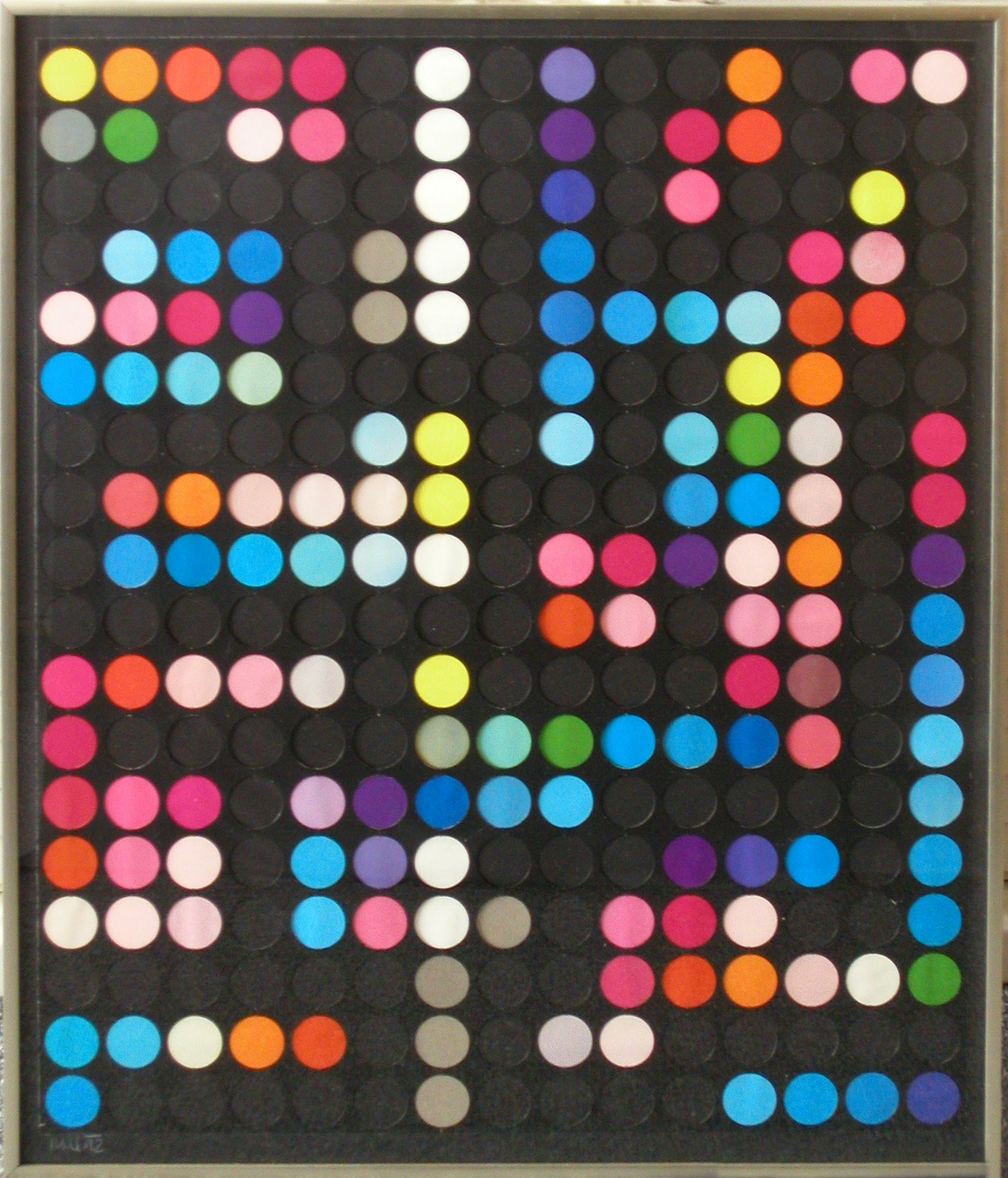
Noční město (koláž)
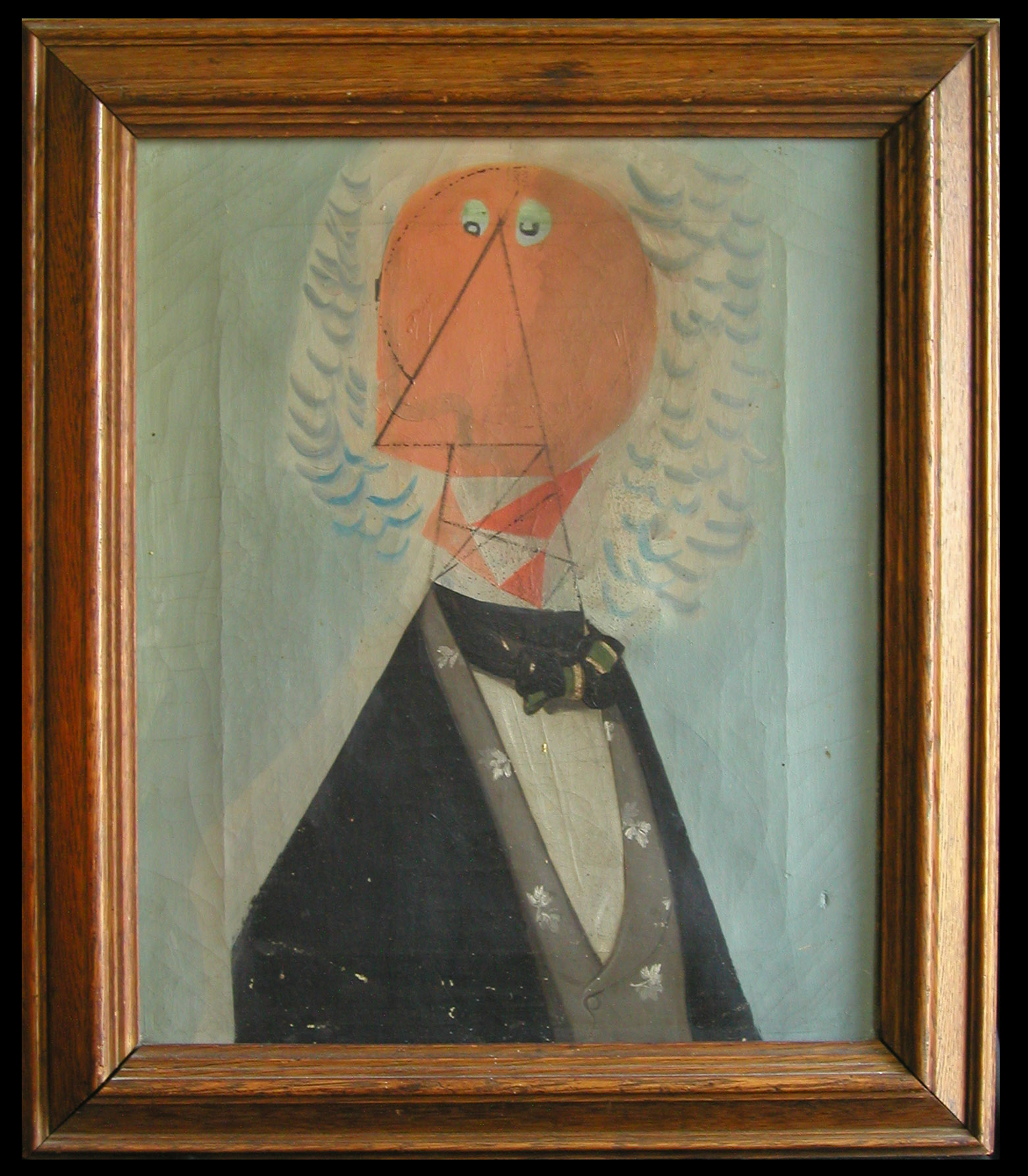
Varhaník (olej)
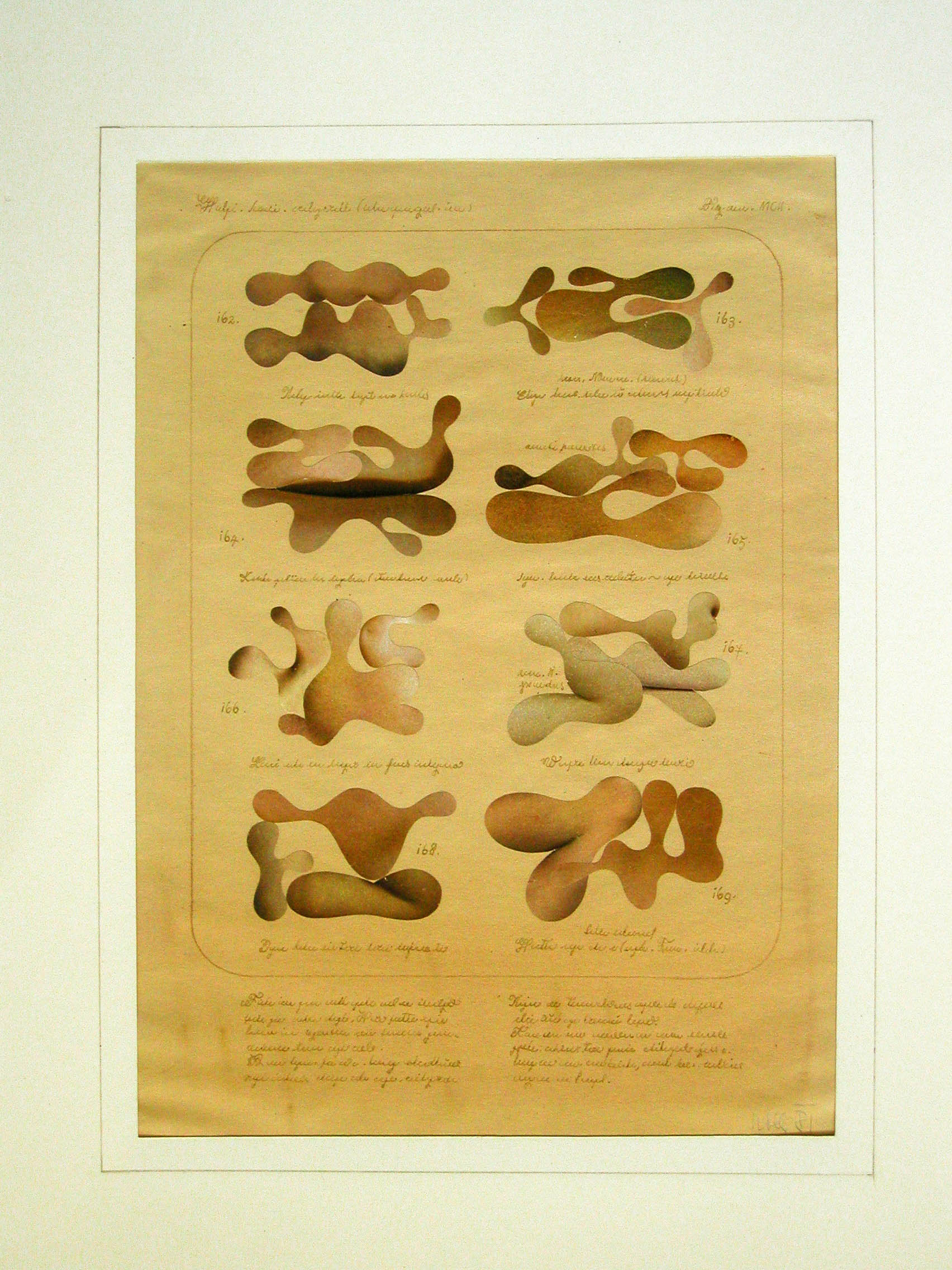
Adaptace (koláž)
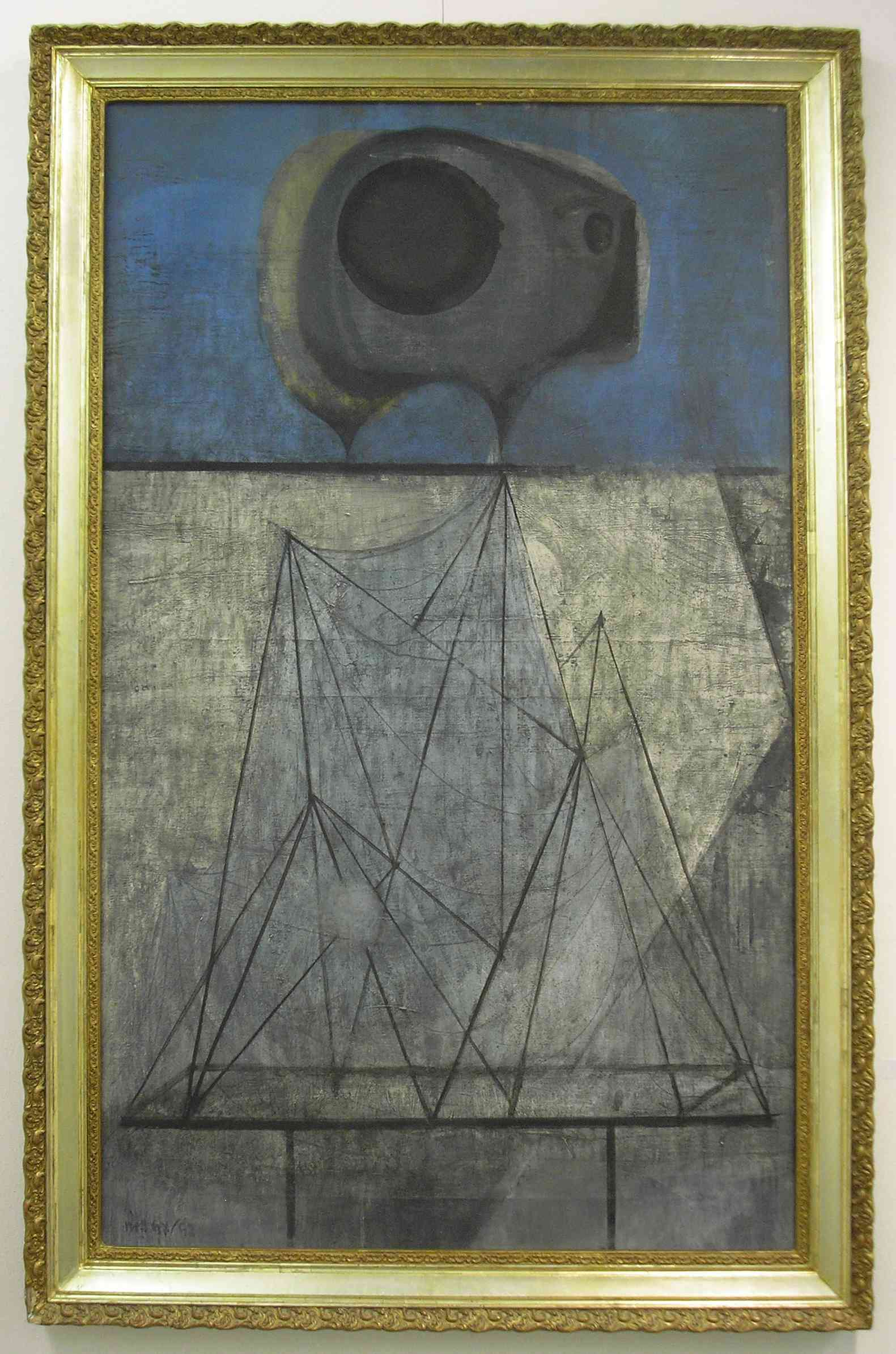
Blues (olej)
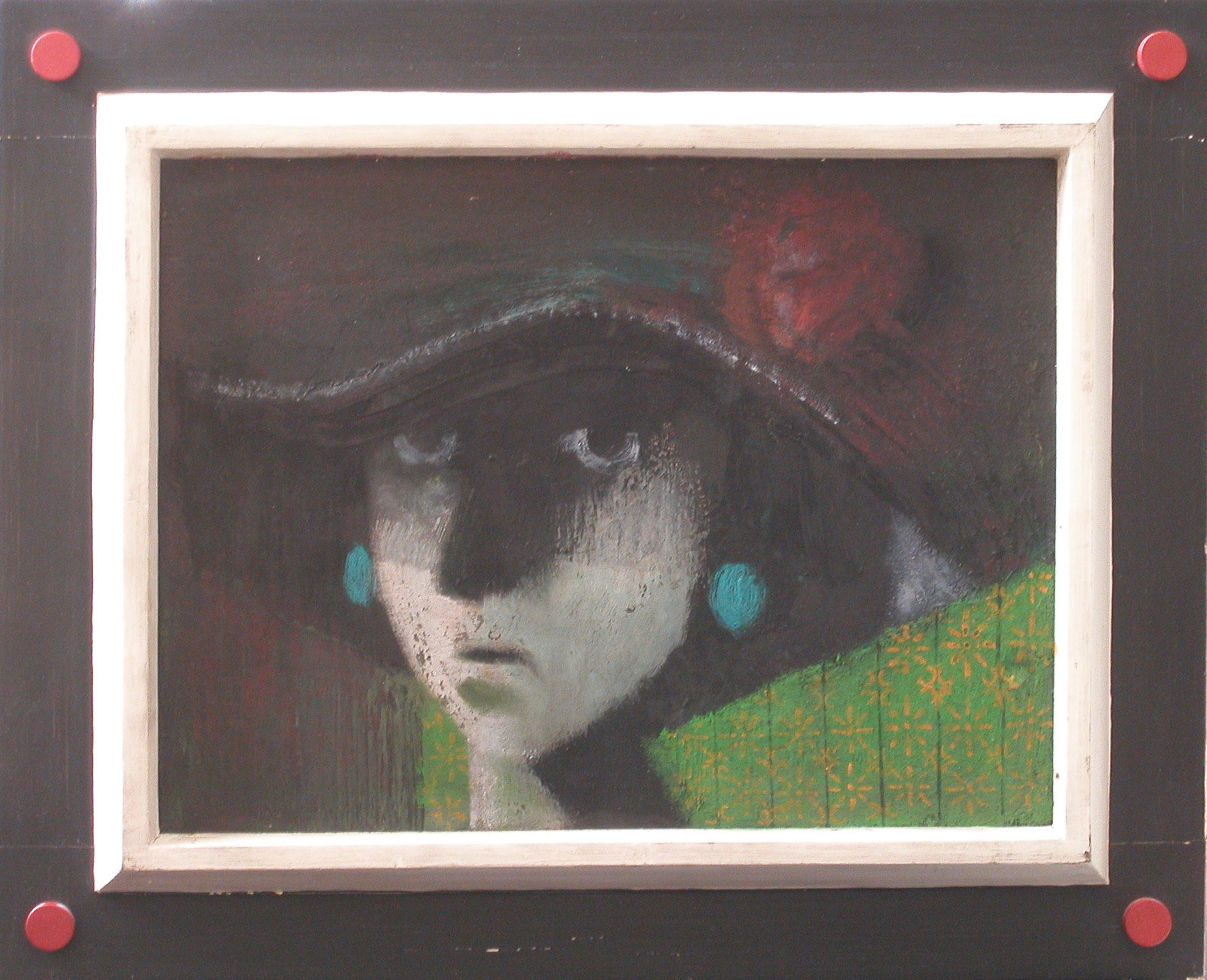
Dáma v klobouku (olej)
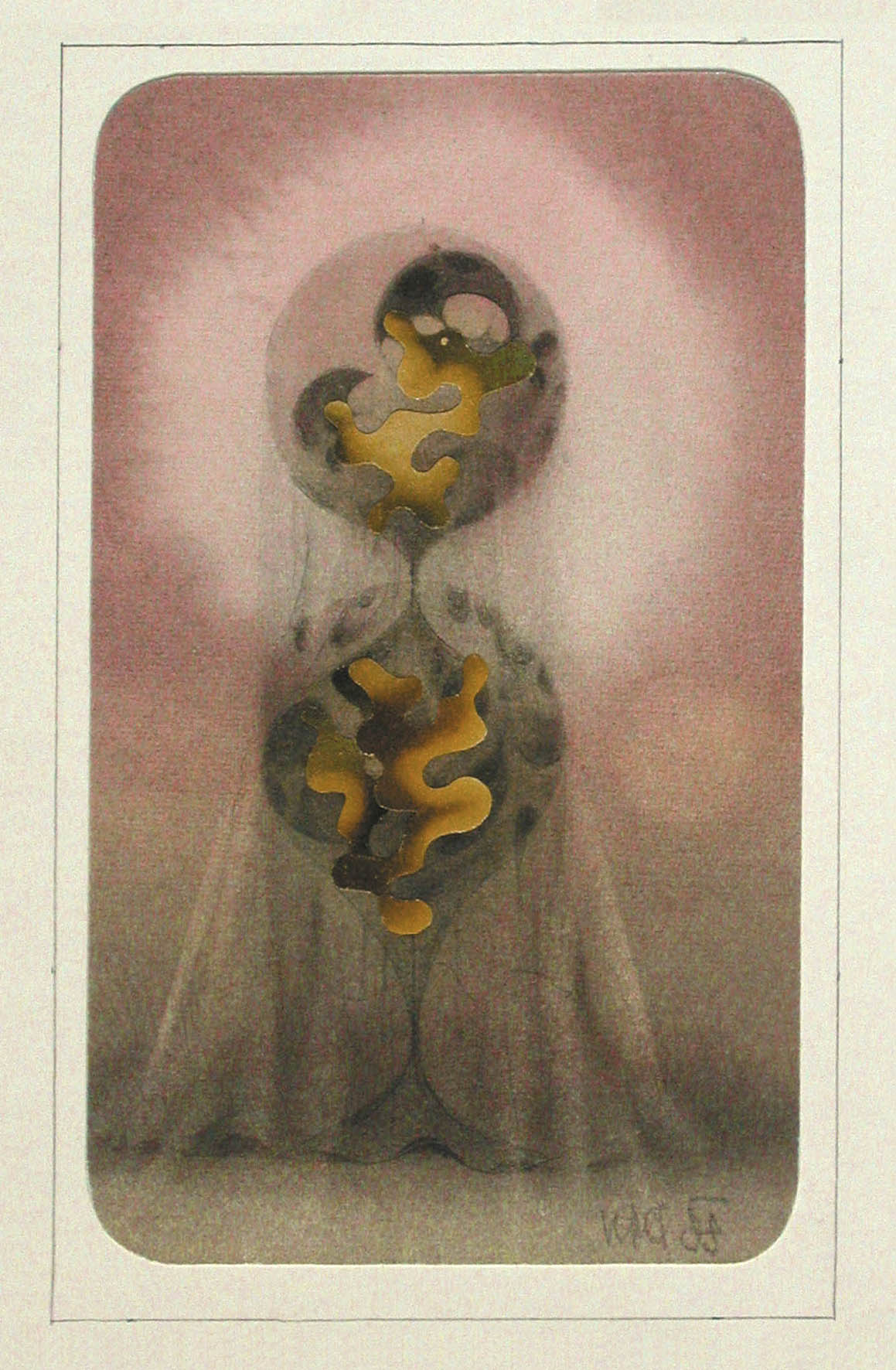
Propojení okolností (koláž)
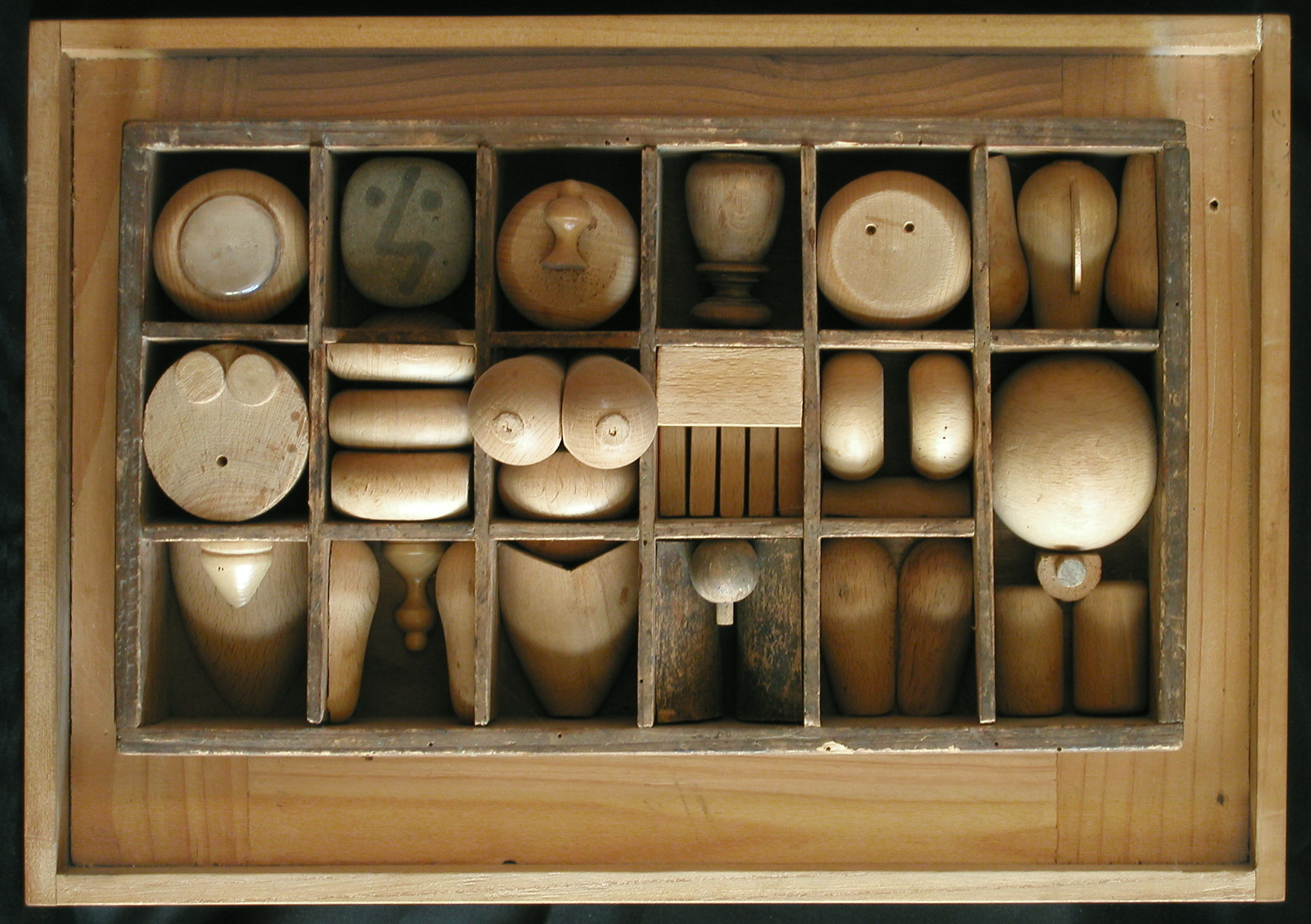
Family of men (asambláž)
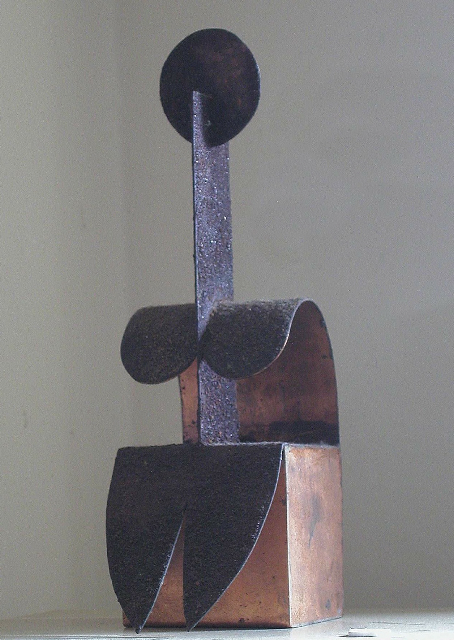
Sedící žena (měděný plech)
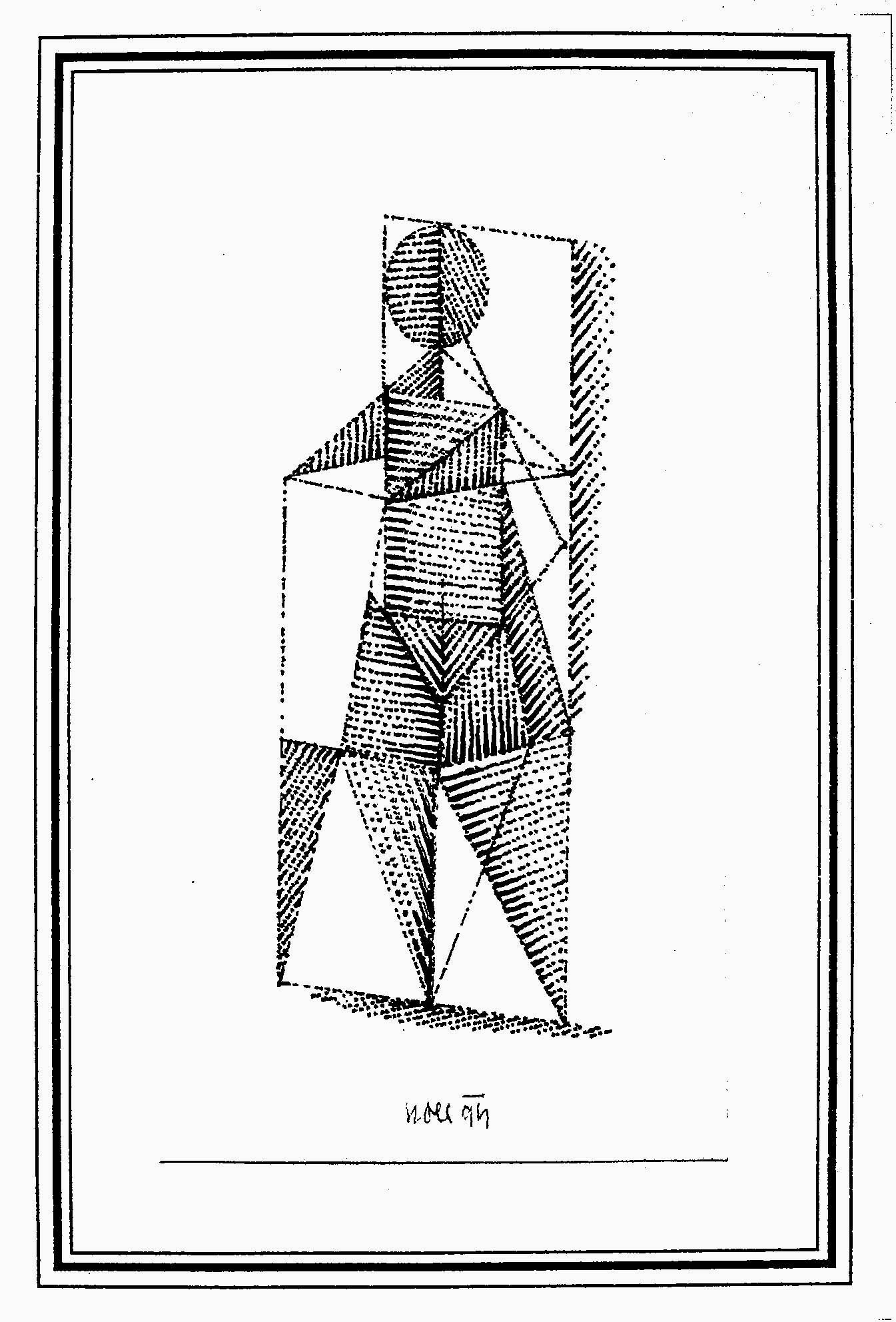
Harlekýn (perovka)
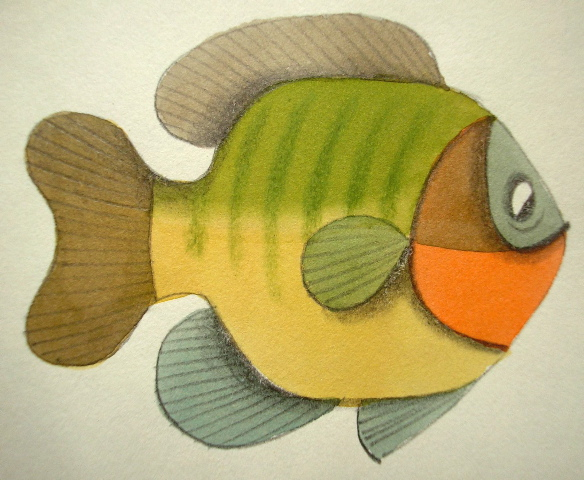
Ryba (akvarel)
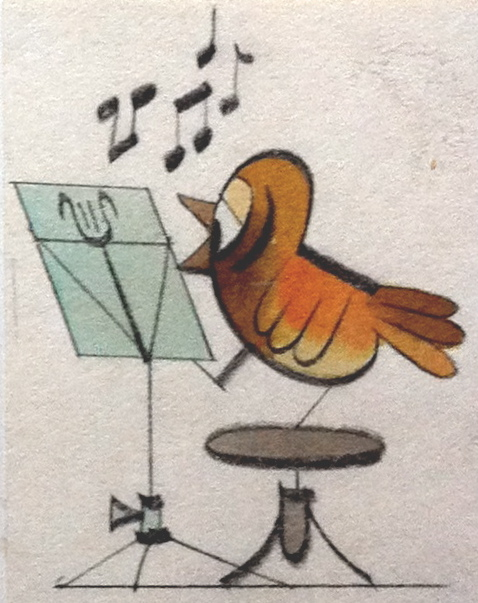
Zpívající ptáček (akvarel)
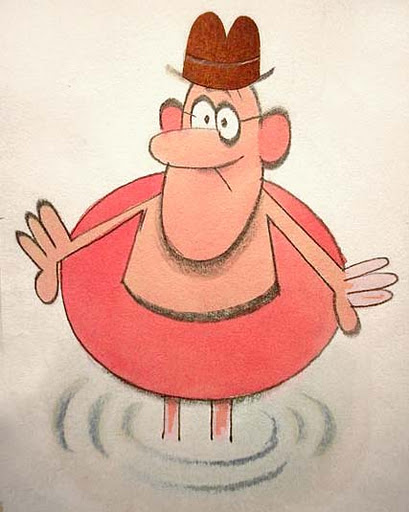
Pán s kruhem (akvarel)
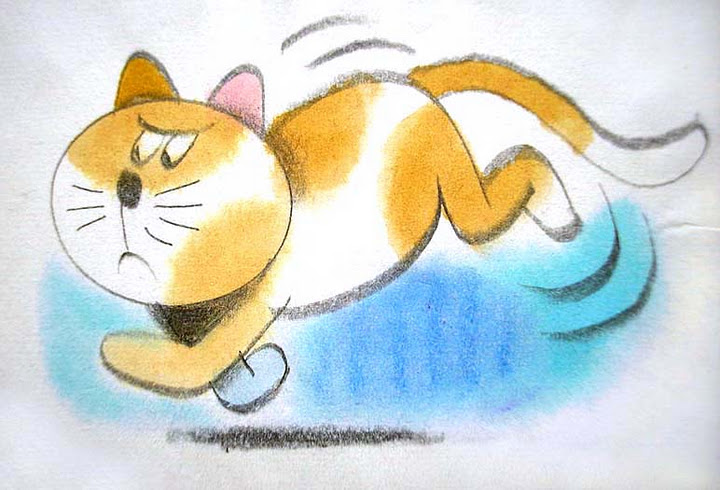
Kocour (akvarel)
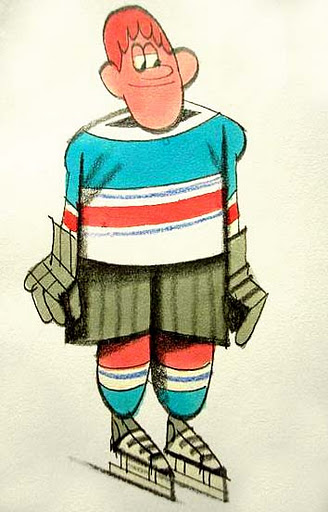
Hokejista (akvarel)